# HNLMS De Ruyter (1935)
Pour les autres navires du même nom, voir HNLMS De Ruyter.
Le HNLMS De Ruyter (Pays-Bas : Hr.Ms. De Ruyter) était un croiseur léger  construit au milieu des années 1930 pour la Marine royale néerlandaise (Koninklijke Marine).

## Histoire
Il a été, à l'origine, conçu comme un croiseur de 5 000 tonnes avec un armement plus léger en raison des problèmes financiers dus à la Grande Dépression et du mouvement pacifiste néerlandais. Plus tard, dans sa conception définitive, une tourelle supplémentaire a été ajoutée et son blindage a été amélioré. Il était le cinquième bateau de la Marine hollandaise à porter le nom de l'amiral Michiel Adriaenszoon de Ruyter. 
Le HNLMS De Ruyter a été mis en chantier le 16 septembre 1933 au chantier naval Wilton-Fijenoord de Schiedam, lancé le 11 mars 1935, et mis en service officiellement le 3 octobre 1936, sous le commandement du Capitaine A. C. van der Sande Lacoste.

## Service
Sa fonction était de compléter les deux croiseurs existants de la classe Java dans la défense des Indes orientales néerlandaises; l'idée était qu'avec trois croiseurs, il y aurait toujours deux croiseurs disponibles, même si un croiseur devait être réparé. Cependant, en raison de la politique de réduction des coûts le De Ruyter était moins armé et moins équipé que les croiseurs légers du temps (par exemple les croiseurs britanniques de classe Leander).
Pendant la Seconde Guerre mondiale, le De Ruyter a défendu les Indes orientales néerlandaises durant l'invasion japonaise. Il a été endommagé par l'attaque aérienne dans la bataille du détroit de Makassar le 4 février 1942, mais pas sérieusement. Il s'est aussi battu dans la bataille du détroit de Badung le 18 février. 
Dans la première bataille de la mer de Java le 27 février, le De Ruyter était le vaisseau amiral du vice-amiral hollandais Karel Doorman, avec son capitaine Eugène Lacomblé (qui avait précédemment servi à bord du bateau comme lieutenant). Au nord de Java, le soir du 27, les restes de la flotte ABDA ont été attaqués par les croiseurs lourds japonais Nachi et Haguro. 
De Ruyter a été frappé par une seule torpille Type 93 envoyée par le Haguro à  23 h 30. Il a coulé à 02 h 30 le lendemain matin avec la perte de 345 hommes, dont l'amiral Doorman et le capitaine Lacomblé. Son épave a été retrouvée après la guerre, et a été déclarée comme tombe de guerre. Sa cloche est maintenant  dans l'église Kloosterkerk de La Haye.

## Note et référence
- (en) Cet article est partiellement ou en totalité issu de l’article de Wikipédia en anglais intitulé « HNLMS De Ruyter (1935) » (voir la liste des auteurs).